# Bernard Bouin
Bernard Bouin (né en 1945) est un peintre français de paysages, paysages urbains, natures mortes. En 1994, 1996, la Galerie Visconti de Paris a montré des ensembles de ses peintures.
Dans une matière lisse, il pratique une peinture de clair-obscur, dont la source lumineuse est artificielle, ici un lampadaire pour un quai de gare ou un spot électrique pour une nature morte, ce qui le rattache, à travers les siècles, aux caravagesques du XVIIe siècle. 
Bénézit Dictionnaire des peintres 1999 - Dernière Edition. 

## Biographie
Il est né en 1945 à La Pommeraye (Maine-et-Loire).
Il vit et travaille à Vannes (Morbihan).
En 1965, il entame des études de Pharmacie à Angers et obtient son diplôme à Nantes en 1970. Il s'installe comme pharmacien à Vannes où il exerce pendant plusieurs années. 
En 1984, il fait le voyage en Italie pour découvrir les fresques des primitifs italiens : Piero della Francesca, Masaccio, Giotto, Fra Angelico. Séjours à Florence, Arezzo, Borgo San Sépolcro, Urbino, Rimini.
En 1988, il décide de se consacrer exclusivement à la peinture.

## Artiste peintre professionnel en 1990
En 1990, première exposition à la Galerie Visconti, galerie dans laquelle il fera de nombreuses expositions personnelles jusqu’en 2005. Il y rencontre Marc Hérissé, critique à la Gazette de l’Hôtel Drouot, qui écrira régulièrement sur son travail.
En 1994, il rencontre Pierre Rosenberg, Président Conservateur du Musée du Louvre, qui suit son travail depuis.
En 1997, il fait une conférence au Département d'Art Graduate Claremont Californie (États-Unis).
Il a fait de nombreuses expositions personnelles dans toutes les principales villes de France et à l'étranger : Toulouse (1994), Angers (1997), Le Mans (2002), Lannion (2004) et les musées Estrine Saint-Rémy-de-Provence (2003), Beaux Arts de Vannes (2004), Beaux Arts de Mons (2005), le Centre des Arts André Malraux de Douarnenez (2010) ont organisé des expositions personnelles de son travail.
Depuis 2008, il s'intéresse aux rapports peinture, musique et littérature.
En 2010, la ville de Vannes présente à l'Hôtel de Limur, l'installation « Peinture - Musique » qu'il réalise avec le violoncelliste Bruno Cocset. Près de 19 500 visiteurs verront cette installation et plus de 500 spectateurs assisteront aux concerts donnés par Bruno Cocset et « Les Basses Réunies » à l'auditorium des Carmes de Vannes devant la Vidéo d'Olivier Bouin.
2013, d’après l’œuvre de Friedrich Nietzsche et le poème symphonique de Richard Strauss, il crée  « Ainsi parlait Zarathoustra » présenté au Musée du Pays rabastinois à Rabastens (Tarn) et pendant la Biennale de Venise (Italie) au Palazzo Albrizzi (Institut culturel Italo-allemand).
2014, « L’Après Midi d’un Faune » d’après le poème de Stéphane Mallarmé et la musique de Claude Debussy présenté l’été au Château de Beaumanoir à Evran (Côtes d’Armor) puis aux Editions de la Différence à Paris en 2015.
Exposition « Correspondances » à la Collégiale Saint Martin à Angers (Maine-et-Loire) au printemps 2015.
À Paris, la Galerie de l’Europe présente son travail depuis 2007.
Nombreuses foires d’Art contemporain : Linéart Gand (Belgique), Europ Art Genève (Suisse), Art Innsbruck (Autriche), Salon de Mars (Paris) et Art Paris…
Du 12 décembre 2019 au 1er mars 2020, Exposition « Du réel au mystère » au Kiosque à Vannes,.